# Chlorogomphidae
Chlorogomphidae (лат.) — семейство стрекоз из подотряда разнокрылых.

## Распространение
Обитают, среди прочего, во Вьетнаме, Южном Китае, Лаосе, Индии.

## Классификация
Семейство содержит 4 рода и не менее 47 видов:
- Chlorogomphus Selys, 1854
- Chloropetalia Carle, 1995
- Sinorogomphus Carle, 1995
- Watanabeopetalia Karube, 2002

Часть видов и подвидов входят в списки угрожаемых. При этом продолжаются открытия новых видов, относимых к данному семейству.